# Air Alps Aviation

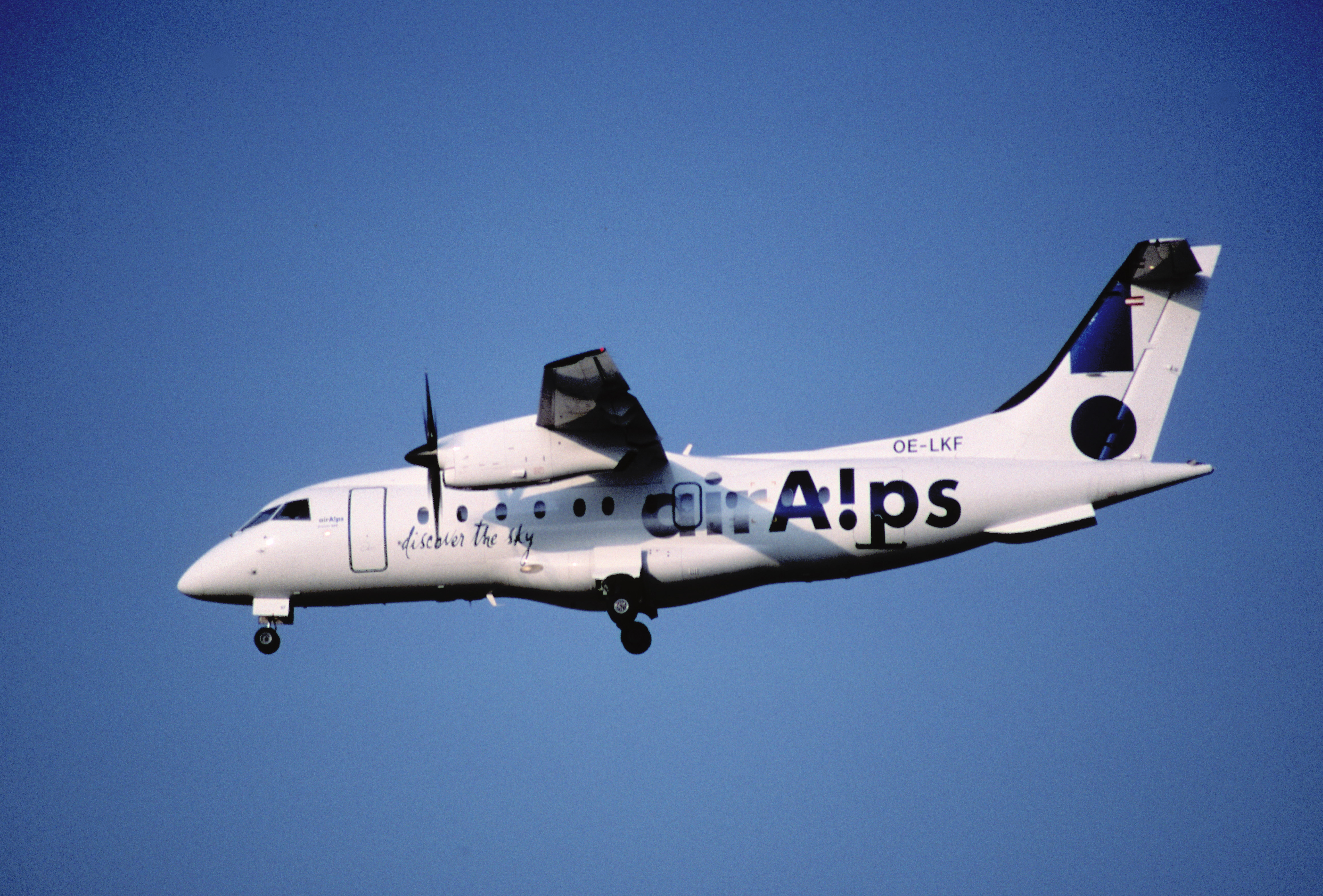
Dornier de Air Alps Aviation

airA!ps ou Air Alps Aviation (code AITA : A6* ; code OACI : LPV) est une ancienne compagnie aérienne autrichienne dont le capital social était à l'origine majoritairement détenu par un groupe du Tyrol du Sud (Italie) — 89,82 % Alpen-Air GmbH (consorzio), 7 % Südtiroler Transportstrukturen A.G.  3,18 % Beteiligungs- & Finanzierungsgesellschaft.
Le point d'exclamation est le symbole de la compagnie. 
Le code AITA de la compagnie est A6*, ce code est partagé avec Asia Pacific Airlines (code OACI : APF).
La compagnie a été liquidée en 2013.

## Flotte historique
- 11 Dornier 328-110 (31 places)